# シンフォニープラザ沼館
シンフォニープラザ沼館（シンフォニープラザぬまだて）は、青森県八戸市沼館四丁目にある郊外型の大型複合商業施設。2009年4月3日に第一期開業し、同年7月に全面開業した。管理・運営は大和情報サービスが行う。

## 概要
沼館四丁目にあった旧：八戸漁連ドック跡地にて三菱HCキャピタルによって建設された。東日本大震災では浸水被害を経験している。
鉄骨二階建て・延べ床面積32,800 m²・店舗面積17,000 m²で、デンコードーが運営する家電量販店のケーズデンキを核テナントとし、服飾・雑貨専門店をはじめ、フードコート形式の飲食店やアミューズメント施設などが入居する。当初、フィットネスクラブもテナントとして入居する予定だったが、見送られている。
なお、八戸市では中心市街地再生のために、準工業地域での大規模な集客施設の立地を制限していることから、このシンフォニープラザ沼館が事実上最後の郊外型の商業施設となる。

## 沿革
- 2009年（平成21年）
  - 4月3日 - 第一期：ショッピングゾーン（11店舗と催事場）を開店。
  - 4月16日 - 第二期：ケーズデンキ八戸本店 By Denkodoが石堂二丁目から移転し、「ケーズデンキ新・八戸本店」として開業。
  - 4月28日 - 第三期：美容室・エステティックサロン・室内遊園地・フードコート各店を開店。
  - 7月28日 - 第四期：紅屋商事県南初出店となる「フード&リカー カブ」シンフォニープラザ店およびアミューズメントコーナーを開店、これをもって全面開業。
- 2010年（平成22年）12月9日 - BOOK OFFシンフォニープラザ八戸沼館店を開店（同年11月29日より先行買取を実施）[1][2]。
- 2011年（平成23年）2月25日 - マツモトキヨシ（マツモトキヨシ東日本販売運営）を開店[3]。
- 2023年（令和5年）
  - 3月19日 - カブシンフォニープラザ店が江陽地区への移転に伴い閉店。
  - 10月14日 - ユニバースが運営する食品ディスカウントストア「パワーズUシンフォニープラザ店」を開店。

## 店舗
各店舗の詳細および営業時間は公式サイト「ショップガイド」を参照。

### 第一期開業店舗
- アメリカ屋
- エイチ・アイ・エス - 2009年5月1日に十三日町VIANOVAビルから本格移転。（閉業）
- エコプラネット（リサイクルショップ、閉業）
- シネマクラブ
- シュー・プラザ
- スタイルラブ by カーム（レディスファッション、閉業）
- セリア
- ピリエ（315円アクセサリー、閉業）
- ペップピッツ（子供服、閉業）
- メガネ パリミキ
- ユニクロ
- 催事場

### 第二期開業店舗
- ケーズデンキ八戸本店

### 第三期開業店舗
- グリーン（美容室）
- ジェイエステティック八戸店（エステティックサロン）
- 遊キッズ・愛ランド（室内遊園地 2011年4月2日より1階へ移転し営業再開、その後閉業）
- 北の綿雪（閉業）
- ラーメン元○（閉業）
- アイランドエクスプレス（ワントレーバイキング、閉業）
- 讃岐うどん処 ぶんぶん（閉業）

### 第四期開業店舗
- フード&リカー カブシンフォニープラザ店（スーパーマーケット） など（江陽地区の新店舗へ移転のため2023年3月に閉業）

### その他
- シンフォニーデンタルクリニック（歯科）
- BOOK OFF - 2010年12月9日開業。
- 青森みちのく銀行 ATM
- ゆうちょ銀行 ATM
- マツモトキヨシシンフォニープラザ八戸沼館店 - 2011年2月25日開業。
- ほけんの窓口シンフォニープラザ沼館店
- パワーズU シンフォニープラザ店 - カブの店舗跡に2023年10月14日開業。

## 近隣の店舗・施設
- アクロスプラザ八戸沼館 - スーパーオートバックス、ライトオンなどが出店。
- ピアドゥ
- 八戸公共職業安定所（ハローワーク）
- 東北地方整備局八戸港湾・空港整備事務所
- ラピア
- ニトリ

## アクセス
※いずれも中心街・ラピア方面より
- 中心街ターミナル（三日町(1番のりば)）・東日本旅客鉄道（JR東日本）八戸線 本八戸駅から
  - 八戸市営バス 市内循環線：『シンフォニープラザ』バス停下車。
    - 2010年4月1日の市営バスダイヤ改正にて、新たに停車を開始した。ただし、混雑時期は経由しない日もある。

  - 八戸市営バス 八太郎経由シルバークリニック行・多賀台団地行・河原木団地南口行：『沼館三丁目』[4]バス停下車。
- 八戸ラピアバスターミナル1番のりばより
  - 南部バス お買物ライナー（河原木団地・石堂方面行）：『シンフォニープラザ』バス停下車。

### アクセスライン
- 新大橋
- 沼館大橋 - 仮称は「中の大橋」であった。